# 애덤 핸버드
애덤 핸 버드(Adam Hann-Byrd, 1982년 2월 23일 ~ )는 미국의 배우이다.

## 출연 작품
- 쥬만지